# 粘度指数
粘度指数（ねんどしすう、英語: viscosity index、略称：VI）は、潤滑油の粘度の温度依存性を表す物性値。数値が大きいほど温度による粘度変化が小さいことを示す。
現行の方式では指数は、40℃における動粘度と100℃における動粘度の値から計算される。
粘度指数は1929年にErnest Woodward DeanとGarland Hale Barr Davisにより考案されて以降石油業界を中心に広く用いられ、規格化されている。指数はナフテン系を多く含むガルフ・コーストの原油から作られた潤滑油を0、直鎖のノルマルパラフィン系を多く含むペンシルバニアの原油から作られた潤滑油を100としたものであるが、これはあくまで基準の数値であり0以下のマイナスとなる事も100を超える事もある。
計算方法は当初のものに精度向上や潤滑油の進歩に合わせるため幾度か改良が加えられているが、基本的な考え方は変わっていない。
似たような指数としてはドイツを中心として欧州で用いられた粘度標高（viscosity pole height）があり、こちらは粘度指数とは逆に数値が小さいほど温度による粘度変化が小さくなる。現在では粘度標高は使用されていない。